# Brooklin (Maine)
Pour les articles homonymes, voir Brooklin.
Brooklin est une ville américaine située dans le Comté de Hancock, dans le Maine. Selon le recensement de 2020, sa population est de 827 habitants.